# 非空調巴士

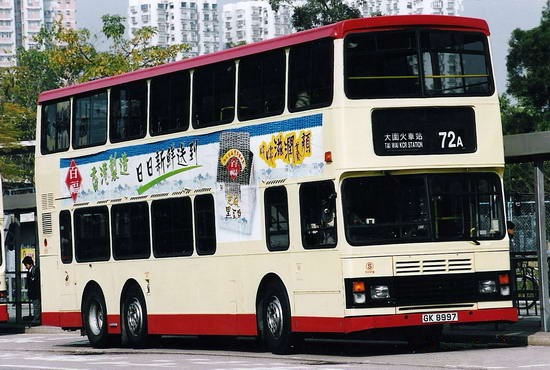
九巴最後兩款熱狗之一：富豪奧林匹克11米

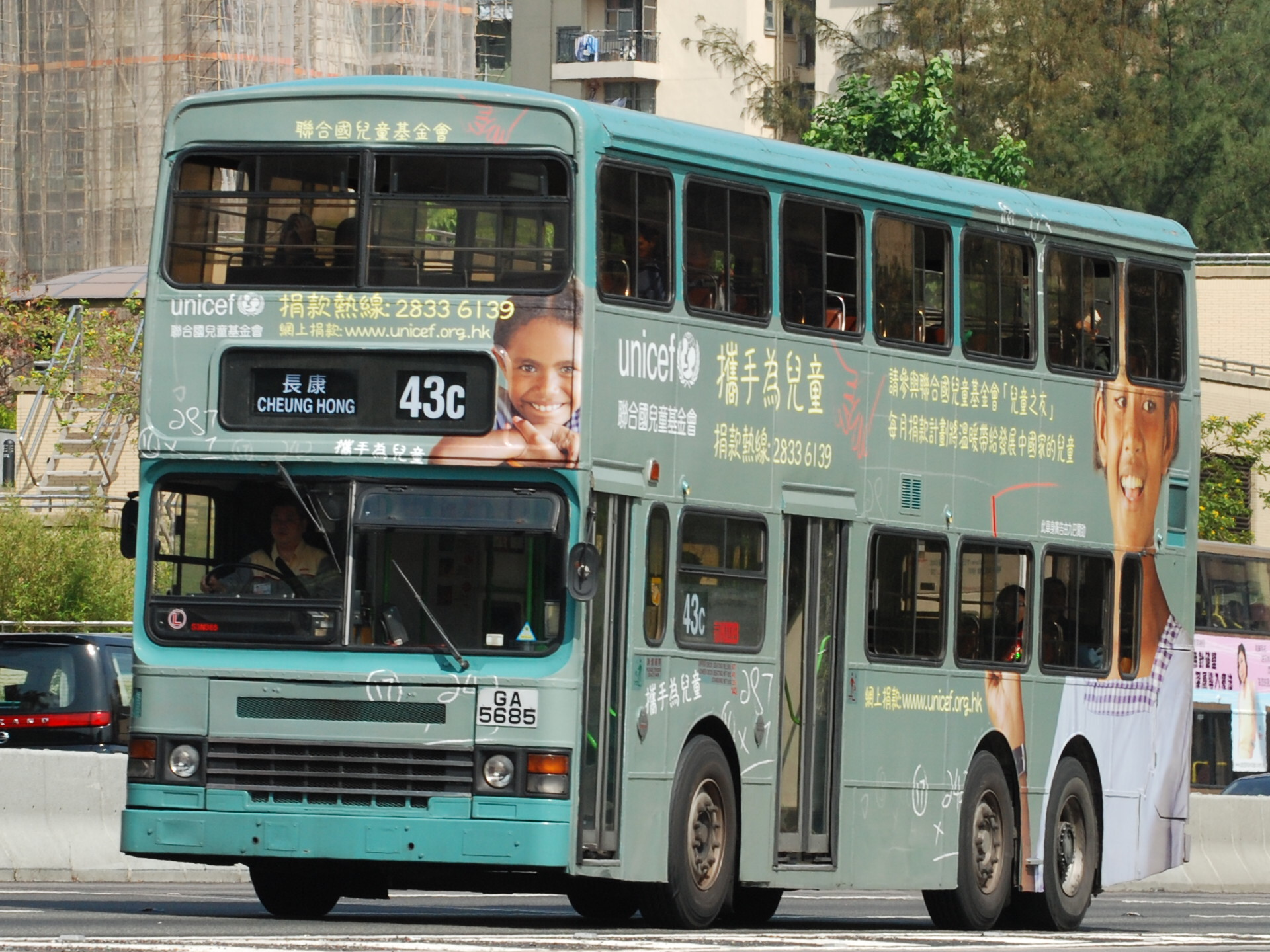
九巴最後兩款熱狗之一：丹尼士巨龍11米

非空調巴士（英語：Non Air-Conditioned Bus）為香港巴士的種類，俗稱熱狗（英語：Hot Dog），即不設空氣調節（空調）設備的巴士。但由於早年香港非空調巴士眾多，「熱狗」一詞現時在香港已具相當高的認知度，變成香港地道用詞，即使非巴士迷的市民也熟悉，與其他不普及的巴士術語有所不同，相反的是空調巴士。
隨著九巴於2012年5月9日將所有路線的熱狗巴士換成有空調的巴士，所有專利巴士均沒有熱狗行走而正式走入歷史。

## 歷史
非空調巴士雖然長期在香港服務，但「熱狗」一詞在空調巴士(有冷氣的巴士)出現並普及後才產生。非空調巴士為何稱為「熱狗」並沒有一個可靠說法，但應是由巴士迷創立，並非傳統車務術語。此詞除成為巴士術語外，更被廣泛應用至大眾媒體。
相對於九龍及新界，香港島的專利非空調巴士已於2008年1月25日全數退役，新巴15C線為最後一條有非空調巴士行走的路線，但其非空調巴士只是開篷觀光巴士；其餘設有一般非空調巴士行走的港島巴士路線（包括過海路線）則已於2002年全空調化（全冷）。至於港島以外的地區，元朗區是區內所有專利巴士路線最早全冷的區議會分區（2003年3月15日）。
九巴最後4條設有非空調巴士收費的路線為5A、16、93K及98A線。當時部份路線曾派出廠內編為後備車的熱狗行走，但通常只在星期一至五的繁忙時段提供服務。2012年5月9日早上開始，以上四條路線改為全空調服務，在香港行走了一個世紀的非空調巴士終於成為歷史，也是一個歷史的見證。
九巴在改為全空調服務之後宣佈，將保存最後兩款非空調巴士各一部作展覽之用，車隊/車牌編號分別為S3N370/GD605及S3V26/GL258。當中S3N370/GD605為退役前最後一輛「密龍」，S3V26/GL258為香港史上最後一班熱狗巴士，行走16線，於5月9日凌晨1時20分抵達「終極尾站」廣田邨，該兩輛巴士於展覽以外時間停放於荔枝角車廠。其餘熱狗巴士則以公開招標形式出售，惟當中S3V22/GK9636至今仍保存於荔枝角車廠。

## 外部連結
- 香港巴士大典上的相关条目：熱狗
- 香港巴士大典上的相关条目：九巴非空調巴士最後服務日

|  | 本文全部或部份內容轉載或複製自 香港大典上的相关条目：熱狗（繁體中文），其作者清單載於本頁，依照CC-BY-SA 3.0協議發佈。 |